# Via consularis

Några Viae consularis som utgår från Rom.

Via consularis (latin: 'konsulväg') är en beteckning på en väg som ansågs extra viktig i antikens Rom. De romerska vägarna hade som central uppgift att hålla ihop det romerska riket; underlätta transporter av varor, soldater och konvojer. Viae consularis (pluralis av "via consularis") utgår från Rom (jämför uttrycket "alla vägar bär till Rom") och avstånden mättes också från Rom. Viae consularis användes också som utgångspunkt när man skulle avgränsa ager romanus staden Roms landområde. 
Det finns ingen entydig uppfattning om vilka vägar som var viae consularis. Två olika uppfattningar om vilka vägar som var viae consularis återges här: den ena i text och den andra i bild.
Några viae consularis:
- Via Appia: från Rom söderut till Capua. I ett senare skede ända till Brindisi.
  - Via Popilia: från Capua till Reggio Calabria.
- Via Cassia: från Rom till Florens. I ett senare skede förlängd med:
  - Via Aurelia: västerut mot Pisa. I ett senare skede ända till Ligurien.
  - Via Emilia: norrut mot Piacenza. I ett senare skede ända till Milano.
- Via Postumia: från Genua till Aquileia.
- Via Latina: från Rom till Benevento.
- Via Flaminia: från Rom till Rimini
- Via Salaria: från Rom  till San Benedetto del Tronto. Vägen är byggd ovanpå den gamla saltvägen.
- Via Tiburtina Valeria: från Rom till Aternum.